# Nacereddine Khoualed
Nacereddine Khoualed (en árabe: نصر الدين خوالد; Biskra, Argelia, 16 de abril de 1986) es un futbolista argelino. Se desempeña como defensa en el US Biskra del Championnat National de Première Division de Argelia.

## Selección nacional
Ha sido internacional con la selección de fútbol de Argelia en 4 ocasiones.

### Participaciones en Campeonatos Africanos
| Copa                                    | Sede  | Resultado    |
| --------------------------------------- | ----- | ------------ |
| Campeonato Africano de Naciones de 2011 | Sudán | Cuarto lugar |

## Clubes
| Club      | País           | Año       |
| --------- | -------------- | --------- |
| US Biskra | Argelia        | 2003-2006 |
| USM Alger | Argelia        | 2006-2017 |
| Ohod Club | Arabia Saudita | 2018      |
| JS Saoura | Argelia        | 2018-2020 |
| US Biskra | Argelia        | 2020-     |

## Palmarés

### Campeonatos nacionales
| Título                         | Club      | País    | Año  |
| ------------------------------ | --------- | ------- | ---- |
| Copa de Argelia                | USM Alger | Argelia | 2013 |
| Supercopa de Argelia           | USM Alger | Argelia | 2013 |
| Campeonato Nacional de Argelia | USM Alger | Argelia | 2014 |
| Campeonato Nacional de Argelia | USM Alger | Argelia | 2016 |
| Supercopa de Argelia           | USM Alger | Argelia | 2016 |

### Copas internacionales
| Título                    | Club      | Sede  | Año  |
| ------------------------- | --------- | ----- | ---- |
| Copa de Clubes de la UAFA | USM Alger | Alger | 2013 |